# David Hamer (Kryptologe)
David H. Hamer (* 1934 in Billingham, Vereinigtes Königreich; † 3. April 2017) war gelernter Physikochemiker. Nach seiner Ausbildung, die er auch in den Vereinigten Staaten durchlief, und seinem Militärdienst beim Nachrichtenwesen der Royal Air Force, wohnte und arbeitete er auch in Frankreich und Deutschland. Er lebte in Bedminster (New Jersey).
Bekannt ist er hauptsächlich durch seine Arbeiten als Historiker und Kryptologe, die sich in zahlreichen Veröffentlichungen auf diesen Gebieten niederschlagen.

## Wirken

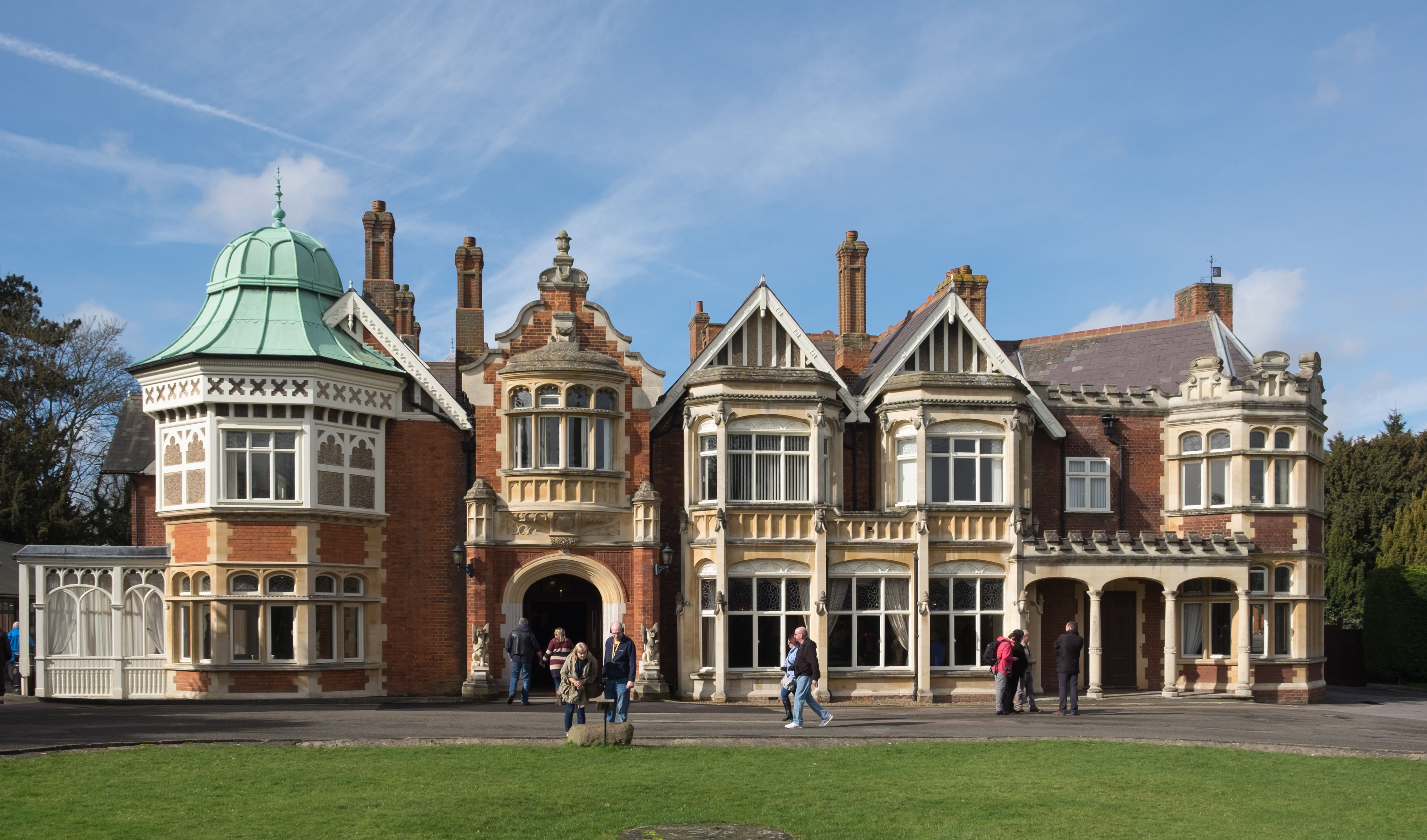
David Hamer ist mit Bletchley Park besonders verbunden

David Hamer befasste sich mit klassischer Kryptologie, insbesondere mit Verschlüsselungsverfahren des Zweiten Weltkriegs. Sein spezielles Interesse galt den diversen Rotor-Schlüsselmaschinen sowie Methoden zu ihrem Bruch.
Insbesondere interessierte ihn die im Funkverkehr der deutschen Militärs im Zweiten Weltkrieg eingesetzte Schlüsselmaschine Enigma und ihre Kryptanalyse, worüber er eine Vielzahl von Fachaufsätzen veröffentlicht hat.
Darüber hinaus war er Mitglied des Nationalen Kryptologischen Museums der USA, der Crypto Simulation Group und redaktionell tätig für die Fachzeitschriften Cryptologia und Eye Spy. Im Jahr 2000 wurde ihm vom Bletchley Park Trust der besondere Titel eines Forschungsgelehrten (Visiting Research Scholar) von Bletchley Park verliehen, also der Stelle im Vereinigten Königreich, die sich während des Zweiten Weltkriegs erfolgreich mit der Entzifferung des geheimen Nachrichtenverkehrs der deutschen Wehrmacht befasst hat und heute ein Museum ist. Diese Ehrung erhielt er gleichzeitig mit Frode Weierud und Ralph Erskine.

## Schriften (Auswahl)
- mit Geoff Sullivan und Frode Weierud: Enigma Variations – An Extended Family of Machines. Cryptologia. Rose-Hulman Institute of Technology. Taylor & Francis, Philadelphia PA 22.1998,1 (Juli). ISSN 0161-1194.  PDF; 0,1 MB (Memento vom 9. Juni 2011 im Internet Archive)
- G-312. An Abwehr Enigma. Cryptologia. Rose-Hulman Institute of Technology. Taylor & Francis, Philadelphia PA 24.2000,1 (Januar). ISSN 0161-1194. PDF; 1,1 MB (Memento vom 11. Juni 2007 im Internet Archive)
- Enigma – Actions involved in the ’double stepping’ of the middle rotor. Publikation. PDF; 0,1 MB